# حديات (لغنيميين)
حديات هي إحدى مشيخات المملكة المغربية، تتبع جغرافيا لإقليم برشيد وإداريًا للغنيميين. يقدر عدد سكانها بـ 2856 نسمة حسب الإحصاء الرسمي للسكان والسكنى لسنة 2004.